# Nerpio
Nerpio é um município da Espanha na província de Albacete, comunidade autónoma de Castilla-La Mancha, de área  km² com população de 1605 habitantes (2004) e densidade populacional de 3,82 hab/km².

## Demografia
| Variação demográfica do município entre 1991 e 2004 | Variação demográfica do município entre 1991 e 2004 | Variação demográfica do município entre 1991 e 2004 | Variação demográfica do município entre 1991 e 2004 |
| --------------------------------------------------- | --------------------------------------------------- | --------------------------------------------------- | --------------------------------------------------- |
| 1991                                                | 1996                                                | 2001                                                | 2004                                                |
| 2062                                                | 1928                                                | 1688                                                | 1663                                                |